# Elsholz vs. Germania
Cauza Elsholz vs. Germania (petiția numărul 25735/94, hotărârea din 13 iulie 2000) este un caz care s-a judecat la Curtea Europeană a Drepturilor Omului. În acest caz Curtea de la Strasbourg a ajuns la o concluzie cu generalitate mai amplă, pentru toate țările semnatare a Convenției Europene a Drepturilor Omului precum că noțiunea de familie, astfel cum este înțeleasă în sensul acestei dispoziții, nu se limitează la relațiile fondate pe un mariaj și poate îngloba și altfel de legături familiale factuale, atunci când părțile coabitează în afara unui mariaj

## Descrierea cazului
Reclamantul este tatăl lui C., copil născut în afara căsătoriei la 13 decembrie 1986, în urma unei relații de concubinaj pe care reclamantul a avut-o din 1985 cu mama copilului. În iunie 1988, mama acestuia a plecat de la domiciliu împreună cu C. Cu toate astea, reclamantul a continuat să își vadă copilul până în iulie 1991, petrecându-și mai multe vacanțe împreună cu el și cu mama sa. Ulterior, până la data prezentei hotărâri, reclamantului nu i s-a mai permis să își vadă copilul.
În decembrie 1991, ascultat de către un funcționar al oficiului pentru minori, C. a afirmat că nu mai dorește să își vadă tatăl. Pe baza acestei declarații, o instanță de judecată a respins în decembrie 1992 cererea reclamantului de acordare a unui drept de vizită, considerându-se că nu este favorabil bunăstării copilului ca acesta să mai aibă raporturi cu tatăl său. Ulterior, instanța a respins o nouă cerere a reclamantului, după ce l-a ascultat pe copil vreme de circa două ore, pe motiv că acordarea unui drept la vizită în ciuda opoziției mamei minorului riscă să primejduiască dezvoltarea acestuia. Recursul reclamantului a fost respins.

## Decizia Curții
Pe parcursul deciziei, Curtea a amintit că noțiunea de familie, astfel cum este înțeleasă în sensul acestei dispoziții, nu se limitează la relațiile fondate pe un mariaj și poate îngloba și altfel de legături familiale factuale, atunci când părțile coabitează în afara unui mariaj. Un copil născut dintr-o astfel de relație este integrat de plin drept acestei celule familiale de la nașterea sa și prin însuși faptul nașterii. Așadar, între copil și părinții săi există o legătură constitutivă a unei vieții familiale. Curtea a reaminti de asemenea, că pentru un părinte și copilul său, a fi împreună reprezintă un element fundamental al vieții familiale, chiar dacă relația între părinți a fost ruptă, iar măsurile interne care interzic o astfel de relație constituie o ingerință în dreptul la viață familială. O astfel de ingerință constituie o violare a art. 8, mai puțin atunci când ingerința este prevăzută de lege, vizează un scop legitim și este necesară într-o societate democratică pentru atingerea acelui scop. 
În speță, primele două condiții sunt îndeplinite fără discuții, astfel încât unica problemă care se ridică este cea a necesității măsurii litigioase. În opinia Curții, această implică, între altele, ca reclamantul să fi jucat un rol suficient de important în cadrul procedurii, astfel încât să se poată asigura și protejarea intereselor sale. Curtea a constatat că instanțele interne au judecat litigiul fără citarea reclamantului și au refuzat să dispună efectuarea unei expertize psihologice independente, motiv pentru a considerat că implicarea reclamantului a fost insuficientă în cadrul procedurii. În consecință, Curtea a constatat că instanțele naționale și-au depășit marja de apreciere, iar art. 8 a fost violat.